# Dơi ngựa nâu
Dơi ngựa nâu (danh pháp hai phần: Rousettus leschenaultii) là một loài động vật có vú trong họ Dơi quạ, bộ Dơi. Loài này được Desmarest mô tả năm 1820.

## Hình ảnh

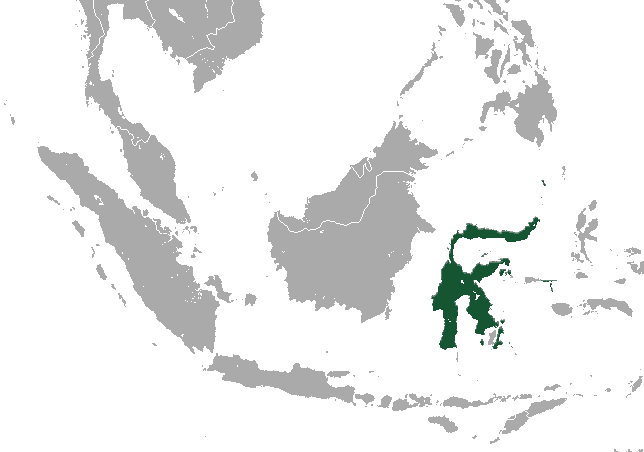